# Francis Edgeworth
Francis Ysidro Edgeworth (ur. 8 lutego 1845 w Edgeworthstown, Irlandia, zm. 13 lutego 1926 w Oksfordzie, Anglia) – irlandzki ekonomista związany z Uniwersytetem Oksfordzkim, był współtwórcą ekonomii matematycznej i przedstawicielem starej ekonomii dobrobytu, jak też redaktorem „Economic Journal” od momentu jego powstania w 1891 (po nim stanowisko redaktora objął John M. Keynes). Był laureatem Medala Guya (1907).
Edgeworth zajmował się stosowaniem matematyki w ramach nauk społecznych oraz w ekonomii. Na podstawie prawa wielkich liczb udowodnił, że rezerwy kasowe banków komercyjnych służące do zabezpieczenia wypłat zmieniają się mniej niż proporcjonalnie do wielkości wkładów. Autor wykresu Edgewortha tłumaczącego graficznie zagadnienie optymalizacji w ujęciu Paretowskim.
Krytykował tezę zaliczającą przedsiębiorcę do czynników produkcji (obok ziemi, pracy i kapitału). Wzbogacił teorię konkurencji duopolistycznej o element niepewności co do wzajemnych reakcji konkurujących przedsiębiorstw.

## Ważniejsze publikacje

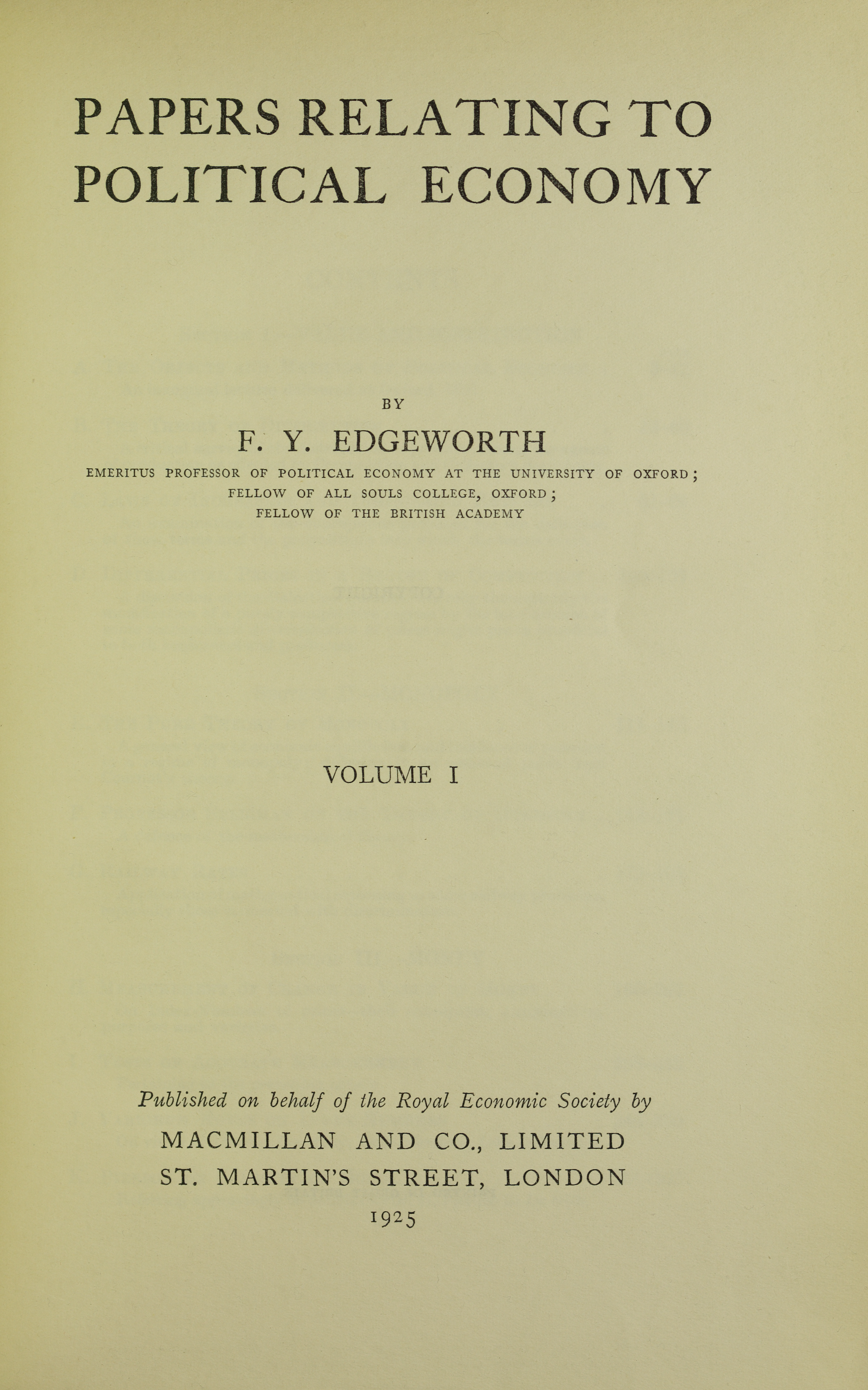
Papers relating to political economy, 1925

- Mathematical Psychics: An essay on the application of mathematics to the moral sciences  (1881)
- On the Application of Mathematics to Political Economy: Address of the President of Section F of the British Association for the Advancement of Science (1889)
- Theory of Monopoly (1897)